# Johannes Duttlinger
Johannes Duttlinger (auch Johann Duttlinger; * in Schaffhausen; † 22. September 1429 in St. Blasien) war als Johannes II., Duttlinger von 1413 bis 1429 Abt im Kloster St. Blasien im Südschwarzwald. 

## Wappen
Silberne, auf blaugewelltem Schild mit angewinkelten Armen stehende, rotbekleidete und goldbekränzte Frau. 